# Eurovisiesongfestival 2009
Het Eurovisiesongfestival 2009 was de 54ste editie van deze internationale liedjeswedstrijd. Het werd gehouden in de Russische hoofdstad Moskou. De Noor van Wit-Russische afkomst Alexander Rybak werd de overduidelijke winnaar met het nummer Fairytale. Hij won het festival met 387 punten, 78,7% van het maximum mogelijke aantal, en een verbreking van het record van 292 punten dat Lordi tijdens het festival van 2006 haalde.

## Nieuwe opzet vanaf 2009

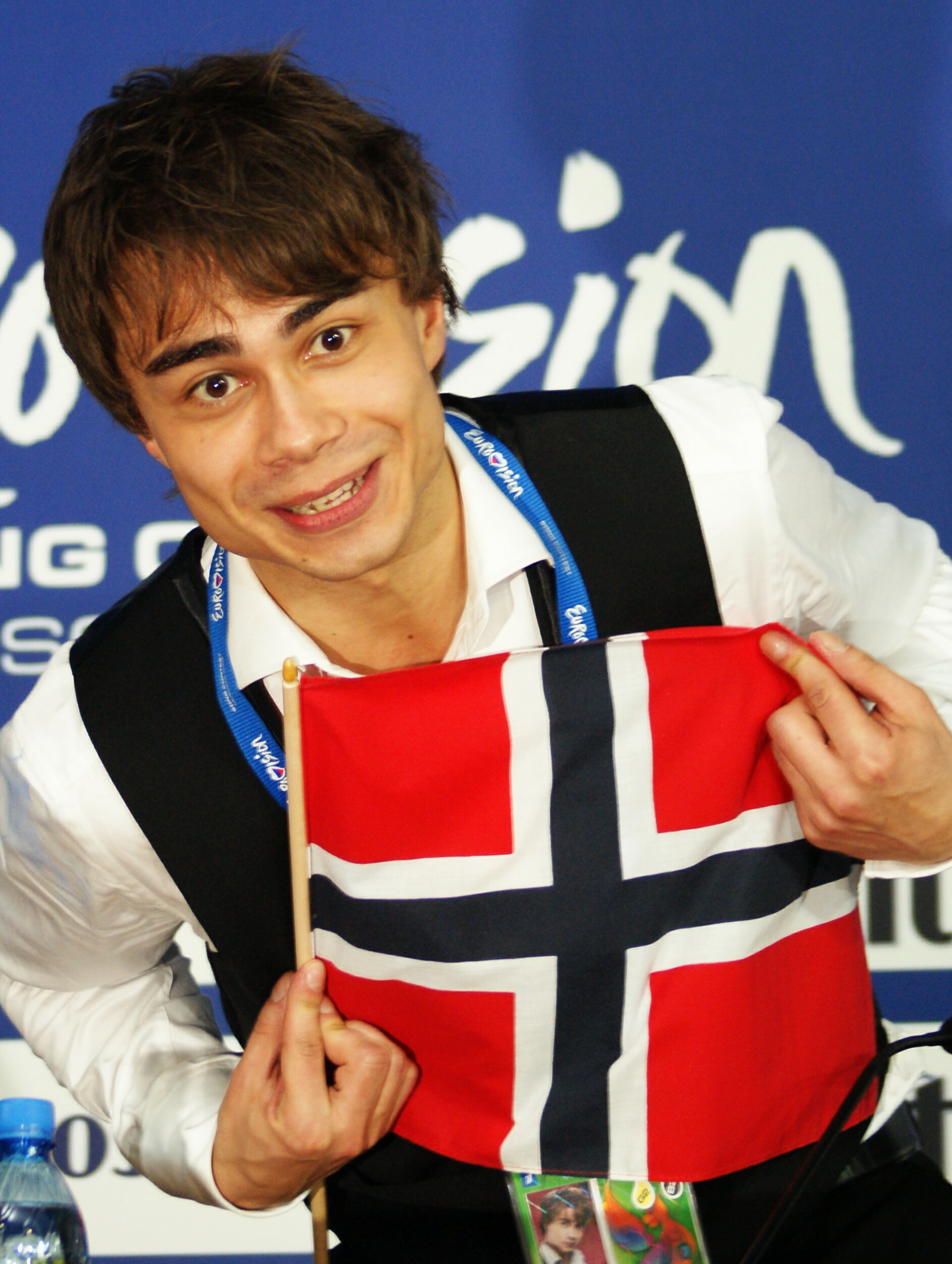
Alexander Rybak na zijn overwinning

In 2009 werden er enkele wijzigingen doorgevoerd. De EBU introduceerde hierin opnieuw een jury. De finale zou een 50/50 puntensysteem krijgen van televoting en professionele jury's. Hiermee wou men het stemmen voor bevriende landen en door bevolkingsgroepen met een grote diaspora indijken, een fenomeen dat in de laatste edities van het festival overduidelijk in de puntentelling aanwezig was. In de jury hadden enkel muziekprofessionals zitting die geen directe relatie met het Eurovisiesongfestival of de deelnemers hadden. De juryleden moesten werkzaam zijn bij radio, tv of in de muziekwereld. De tien liedjes van de vakjury met de hoogste score zouden gewaardeerd worden op de traditionele stemwijze van 1 tot 12 punten. De tien liedjes die via de televote het meeste stemmen kregen, werden op dezelfde manier gewaardeerd. Deze punten werden opgeteld en de top 10 die daaruit kwam zou de nationale uitslag zijn. Bij een gelijke stand gaf de televoting de doorslag.
De opzet van de halve finales werd niet gewijzigd. Net als in 2008 werden er, om de hoeveelheid liedjes te kunnen spreiden, twee halve finales gehouden. In beide halve finales gingen de beste negen van de televoters door naar de finale, aangevuld met een lied dat door de jury gekozen werd. Hier kwam na het festival echter felle kritiek op: zowel in de eerste als in de tweede halve finale vielen de nummers tien (Macedonië voor het tweede jaar op rij en Servië) uit de boot omdat de jury voor lager geklasseerde landen (Finland en Kroatië) koos. Dit zou het laatste festival zijn waar deze procedure gevolgd werd. In 2010 werd het systeem van de finale, met jury en televoting gecombineerd, doorgetrokken naar de halve finales.
De finale telde zodoende 25 landen: Tweemaal 10 landen uit de halve finales, aangevuld met de grote vier landen en het gastland.

## Puntentelling

### Halve finales
De punten die landen gaven voor de optredens in de halve finales worden tijdens de uitzendingen niet bekendgemaakt. De presentatoren halen uit tien enveloppen de namen van de landen die doorgaan naar de hele finale. Dit jaar gebeurde dit virtueel: alleen op het beeldscherm waren ronddraaiende enveloppen te zien waaruit de namen en vlaggen van de landen kwamen.

### Finale
Voor de puntentelling in de finale werd een videopresentatie als scorebord gebruikt. Het oproepen van de landen ging via beeldverbinding en de volgorde werd door loting bepaald. Enkel de drie hoogste punten werden door de vertegenwoordigers zelf gegeven. Het scorebord paste zich voortdurend aan aan de puntentelling waarbij het land met het hoogste aantal punten steeds links boven stond.

## Finale

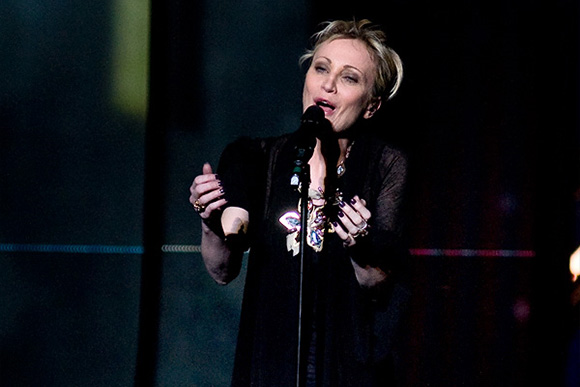
Patricia Kaas werd met Et s'il fallait le faire achtste namens Frankrijk.

Al na de eerste doorgegeven punten was het duidelijk dat Noorwegen de uitgesproken favoriet was voor de eindoverwinning. Halverwege de puntentelling leidde het land al met bijna 100 punten en na 31 landen had het een onoverbrugbare voorsprong. Uiteindelijk won Alexander Rybak het festival met 387 punten, op dat moment de hoogste score ooit behaald. De strijd om de tweede plaats werd pas bij de laatste puntengeving beslecht. IJsland haalde het net voor Azerbeidzjan. Voor IJsland was het de tweede keer dat in de geschiedenis dat het land met zilver naar huis ging. Azerbeidzjan haalde bij diens tweede deelname ooit reeds het podium. Opvallende noteringen waren ook voor de in België wonende Turkse Hadise die vierde werd en voor de Britse bijdrage, een compositie van Andrew Lloyd Webber die achter de piano zat. De Estse bijdrage in de eigen taal haalde de zesde plaats en werd de hoogste niet-Engelstalige inzending. De bekende Franse zangeres Patricia Kaas werd achtste in de finale. Onderaan eindigden onder meer de Duitse bijdrage met de bekende burleske danseres Dita Von Teese in de act en de Maltese zangeres Chiara die na een eerdere derde en tweede plaats nu helemaal onderin eindigde. Opvallend was de bijdrage van Israël die voor het eerst gedeeltelijk in het Arabisch gezongen werd.
| Plaats | Land                  | Taal                          | Artiest                           | Lied                      | Punten |
| ------ | --------------------- | ----------------------------- | --------------------------------- | ------------------------- | ------ |
| 1      | Noorwegen             | Engels                        | Alexander Rybak                   | Fairytale                 | 387    |
| 2      | IJsland               | Engels                        | Yohanna                           | Is it true                | 218    |
| 3      | Azerbeidzjan          | Engels                        | AySel & Arash                     | Always                    | 207    |
| 4      | Turkije               | Engels                        | Hadise                            | Düm tek tek               | 177    |
| 5      | Verenigd Koninkrijk   | Engels                        | Jade                              | It's my time              | 173    |
| 6      | Estland               | Estisch                       | Urban Symphony                    | Rändajad                  | 129    |
| 7      | Griekenland           | Engels                        | Sakis Rouvas                      | This is our night         | 120    |
| 8      | Frankrijk             | Frans                         | Patricia Kaas                     | Et s'il fallait le faire  | 107    |
| 9      | Bosnië en Herzegovina | Bosnisch                      | Regina                            | Bistra voda               | 106    |
| 10     | Armenië               | Armeens en Engels             | Inga & Anush                      | Jan jan                   | 92     |
| 11     | Rusland               | Oekraïens en Russisch         | Anastasija Prychodko              | Mamo                      | 91     |
| 12     | Oekraïne              | Engels                        | Svitlana Loboda                   | Be my valentine           | 76     |
| 13     | Denemarken            | Engels                        | Niels Brinck                      | Believe again             | 74     |
| 14     | Moldavië              | Roemeens en Engels            | Nelly Ciobanu                     | Hora din Moldova          | 69     |
| 15     | Portugal              | Portugees                     | Flor-de-Lis                       | Todas as ruas do amor     | 57     |
| 16     | Israël                | Hebreeuws, Arabisch en Engels | Noa & Mira Awad                   | There must be another way | 53     |
| 17     | Albanië               | Engels                        | Kejsi Tola                        | Carry me in your dreams   | 48     |
| 18     | Kroatië               | Kroatisch                     | Igor Cukrov feat. Andrea Šušnjara | Lijepa tena               | 45     |
| 19     | Roemenië              | Engels                        | Elena Gheorghe                    | The Balkan girls          | 40     |
| 20     | Duitsland             | Engels                        | Alex Swings Oscar Sings           | Miss kiss kiss bang       | 35     |
| 21     | Zweden                | Frans en Engels               | Malena Ernman                     | La voix                   | 33     |
| 22     | Malta                 | Engels                        | Chiara                            | What if we                | 31     |
| 23     | Litouwen              | Engels                        | Sasha Son                         | Love                      | 23     |
| 24     | Spanje                | Spaans en Engels              | Soraya Arnelas                    | La noche es para mí       | 23     |
| 25     | Finland               | Engels                        | Waldo's People                    | Lose control              | 22     |

## Eerste halve finale
De eerste halve finale werd gewonnen door IJsland. Turkije volgde op de voet en werd tweede; het brons was weggelegd voor Bosnië en Herzegovina. Finland nam door de jurypunten de plaats van Macedonië in. België eindigde voorlaatste met slechts één punt van Armenië. Enkel Tsjechië deed het nog slechter: het eindigde laatste, zonder punten. Het was van 2004 geleden dat dit nog was gebeurd. Het was voor Tsjechië de tweede laatste plaats terwijl het land nog maar drie jaar meedeed.
| Plaats | Land                  | Taal                          | Artiest           | Lied                      | Punten |
| ------ | --------------------- | ----------------------------- | ----------------- | ------------------------- | ------ |
| 1      | IJsland               | Engels                        | Yohanna           | Is it true                | 174    |
| 2      | Turkije               | Engels en Turks               | Hadise            | Düm tek tek               | 172    |
| 3      | Bosnië en Herzegovina | Bosnisch                      | Regina            | Bistra voda               | 125    |
| 4      | Zweden                | Engels en Frans               | Malena Ernman     | La voix                   | 105    |
| 5      | Armenië               | Engels en Armeens             | Inga & Anush      | Jan jan                   | 99     |
| 6      | Malta                 | Engels                        | Chiara            | What if we                | 86     |
| 7      | Israël                | Hebreeuws, Arabisch en Engels | Noa & Mira Awad   | There must be another way | 75     |
| 8      | Portugal              | Portugees                     | Flor-de-Lis       | Todas as ruas do amor     | 70     |
| 9      | Roemenië              | Engels                        | Elena Gheorghe    | The Balkan girls          | 67     |
| 10     | Macedonië             | Macedonisch                   | Next Time         | Nešto što ḱe ostane       | 45     |
| 11     | Montenegro            | Engels                        | Andrea Demirović  | Just get out of my life   | 44     |
| 12     | Finland               | Engels                        | Waldo's People    | Lose control              | 42     |
| 13     | Wit-Rusland           | Engels                        | Petr Elfimov      | Eyes that never lie       | 25     |
| 14     | Zwitserland           | Engels                        | Lovebugs          | The highest heights       | 15     |
| 15     | Andorra               | Catalaans en Engels           | Susanne Georgi    | La teva decisió           | 8      |
| 16     | Bulgarije             | Engels                        | Krassimir Avramov | Illusion                  | 7      |
| 17     | België                | Engels                        | Copycat           | Copycat                   | 1      |
| 18     | Tsjechië              | Romani en Engels              | Gipsy.cz          | Aven Romale               | 0      |

## Tweede halve finale
Uiteindelijke winnaar Noorwegen won zijn halve finale met ruime voorsprong op Azerbeidzjan. Estland ging lopen met de derde plaats. Kroatië nam als dertiende met de jurypunten de plaats van Servië in. Nederland eindigde 17de en miste de finale. Het kreeg een totaal van 11 punten: een van Denemarken en tien van Albanië. De punten van Spanje dat tijdens deze halve finale moest stemmen, werden door een jury gegeven daar het festival er met vertraging was uitgezonden.
| Plaats | Land         | Taal               | Artiest                           | Lied                    | Punten |
| ------ | ------------ | ------------------ | --------------------------------- | ----------------------- | ------ |
| 1      | Noorwegen    | Engels             | Alexander Rybak                   | Fairytale               | 201    |
| 2      | Azerbeidzjan | Engels             | AySel & Arash                     | Always                  | 180    |
| 3      | Estland      | Estisch            | Urban Symphony                    | Rändajad                | 115    |
| 4      | Griekenland  | Engels             | Sakis Rouvas                      | This is our night       | 110    |
| 5      | Moldavië     | Roemeens en Engels | Nelly Ciobanu                     | Hora din Moldova        | 106    |
| 6      | Oekraïne     | Engels             | Svitlana Loboda                   | Be my valentine         | 80     |
| 7      | Albanië      | Engels             | Kejsi Tola                        | Carry me in your dreams | 73     |
| 8      | Denemarken   | Engels             | Niels Brinck                      | Believe again           | 69     |
| 9      | Litouwen     | Engels             | Sasha Son                         | Love                    | 66     |
| 10     | Servië       | Servisch           | Marko Kon & Milaan                | Cipela                  | 60     |
| 11     | Ierland      | Engels             | Sinéad Mulvey & Black Daisy       | Et cetera               | 52     |
| 12     | Polen        | Engels             | Lidia Kopania                     | I don't wanna leave     | 43     |
| 13     | Kroatië      | Kroatisch          | Igor Cukrov feat. Andrea Šušnjara | Lijepa tena             | 33     |
| 14     | Cyprus       | Engels             | Christina Metaxa                  | Firefly                 | 32     |
| 15     | Hongarije    | Engels             | Zoli Ádok                         | Dance with me           | 16     |
| 16     | Slovenië     | Engels             | Quartissimo feat. Martina         | Love symphony           | 14     |
| 17     | Nederland    | Engels             | De Toppers                        | Shine                   | 11     |
| 18     | Slowakije    | Slowaaks           | Kamil Mikulčík & Nela Pocisková   | Leť tmou                | 8      |
| 19     | Letland      | Russisch           | Intars Busulis                    | Probka                  | 7      |

## Terugkerende artiesten
| Land        | Artiest      | Plaats | Eerdere deelname | Plaats toen |
| ----------- | ------------ | ------ | ---------------- | ----------- |
| Griekenland | Sakis Rouvas | 7      | Griekenland 2004 | 3           |
| Malta       | Chiara       | 22     | Malta 1998       | 3           |
| Malta       | Chiara       | 22     | Malta 2005       | 2           |

## Wijzigingen

### Terugkerende landen

Deelnemende landen
Landen die in het verleden deelgenomen hebben
Landen uitgeschakeld in de halve finale

- Slowakije: het Centraal-Europese land keerde na een afwezigheid van elf jaar terug op het Eurovisiesongfestival.

### Terugtrekkende landen
- San Marino: het land kreeg de financiën niet rond voor een deelname in 2009.
- Georgië: De Georgische publieke omroep GPB besloot in de zomer van 2008 niet deel te nemen aan het Eurovisiesongfestival in Moskou omdat de politieke relaties tussen Georgië en Rusland door de kortstondige oorlog tussen beide landen uiterst beladen waren. Enkele maanden later werd op aandringen van de EBU besloten om toch een lied af te vaardigen. In een nationale finale werd de groep Stephane & 3G als de Georgische inzending gekozen, met het disconummer We Don't Wanna Put In. De organisatie liet daarop weten dat de tekst met de dubbelzinnige verwijzing naar de Russische premier Vladimir Poetin, niet strookte met de regel dat een bijdrage geen politieke lading mag hebben. Op het daaropvolgende verzoek van de EBU om de tekst aan te passen of een ander lied te kiezen, werd door de Georgische omroep geen gehoor gegeven. Uiteindelijk trok Georgië zich op 11 maart terug.